# La Rouquette

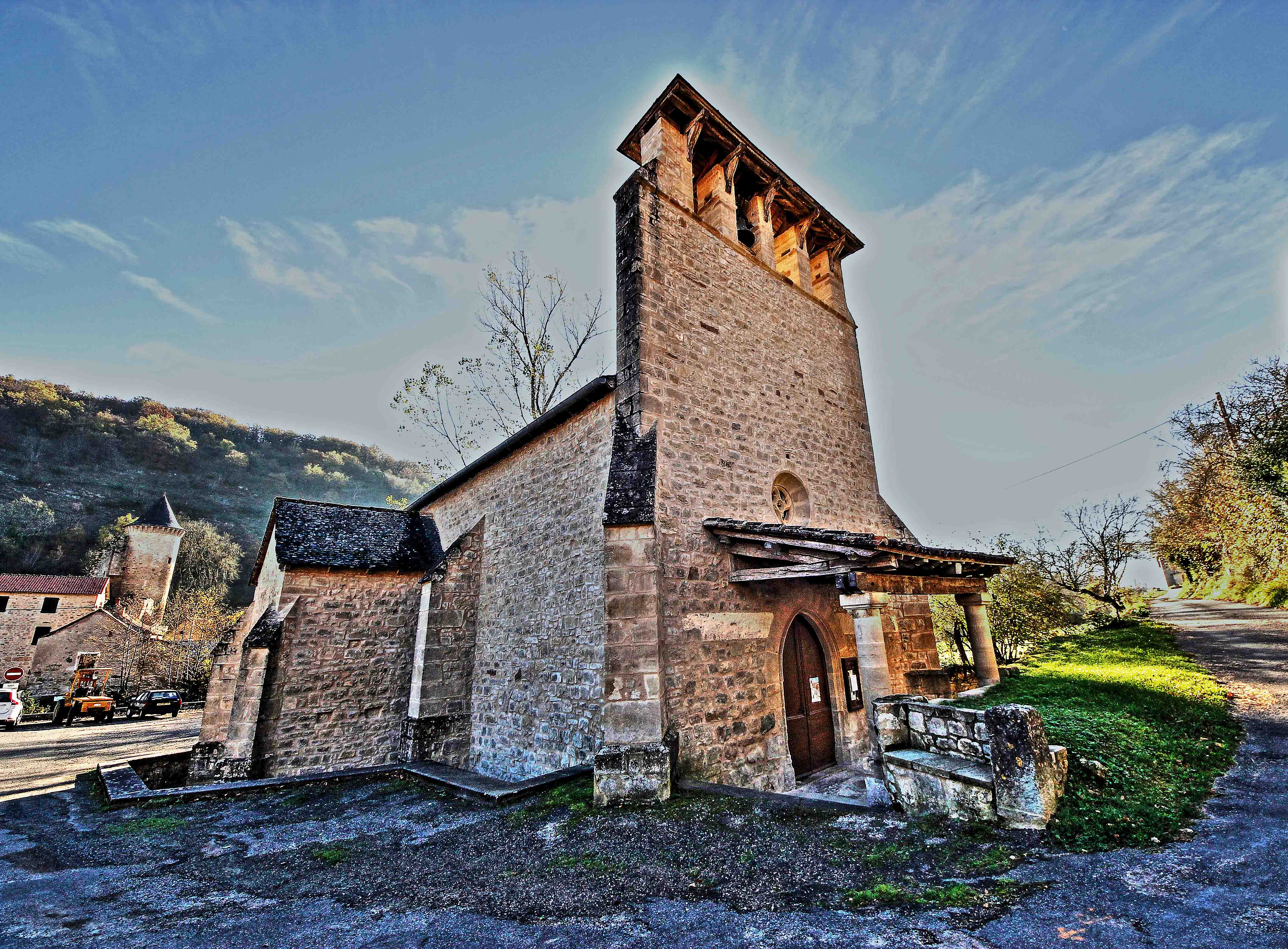
La Rouquette.

La Rouquette é uma comuna francesa na região administrativa de Occitânia, no departamento de Aveyron. Estende-se por uma área de 29,81 km². Em 2010 a comuna tinha 795 habitantes (densidade: 26,7 hab./km²).